# Earl Wilbur Sutherland Jr.
Earl Wilbur Sutherland Jr., ameriški biokemik, farmakolog in akademik, nobelovec, * 19. november 1915, Burlingame, Kansas, Združene države Amerike, † 9. marec 1974, Miami, Florida.
Znan je po svojem delu na področju celične signalizacije, predvsem odkritju sekundarnega obveščevalca cAMP, za kar je leta 1971 prejel Nobelovo nagrado za fiziologijo ali medicino, poleg nje pa še več drugih nagrad.

## Življenje in delo
Za medicinske raziskave ga je navdušila knjiga o Louisu Pasteurju, zato je po diplomi na Washburnovi univerzi v Topeki (Kansas) vpisal podiplomski študij medicine na Washingtonovi univerzi v St. Louisu, kjer je leta 1942 pridobil naziv doktor medicine. Na Washingtonovi univerzi je kasneje postal izredni profesor biokemije. Leta 1953 je postal predavatelj fiziologije in direktor oddelka za farmakologijo na medicinski fakulteti Univerze Western Reserve (danes Univerza Case Western Reserve), zato se je preselil v Cleveland (Ohio). Po 10 letih v Clevelandu je postal profesor fiziologije na Univerzi Vanderbilt (Nashville, Tennessee), od 1973 do svoje smrti leto kasneje pa je deloval kot častni profesor na Univerzi v Miamiju na Floridi. Od leta 1967 je imel stalno financiranje Ameriškega združenja za srce (American Heart Association, AHA).
Pod mentorstvom nobelovcev Carla in Gerty Cori na Washingtonovi univerzi je začel z raziskavami hormonov. Preučevali so mehanizem, s katerim epinefrin v jetrih sproži razgradnjo glikogena v glukozo in ugotovili, da je encim fosforilaza ključen element v tem procesu. Po selitvi na Univerzo Western Reserve je odkril novo molekulo, ki je odgovorna za nastanek fosforilaze v tem procesu in je po zgradbi adeninski ribonukleotid. V približno istem času je druga raziskovalna skupina sintetizirala enako molekulo in biokemik Leon Heppel, ki so ga oboji prosili za nasvete, je ugotovil, da govorijo o isti snovi. To je bil adenozin 3',5'-monofosfat, danes znan kot ciklični AMP (cAMP). Sutherland je s sodelavci nato iskal in našel cAMP v mnogih drugih tkivih, razvil metodo čiščenja in kristalizacije ter razjasnil nekaj njegovih lastnosti. Njegovo najpomembnejše odkritje pa je bila kaskada kemijskih reakcij, ki jo sproži hormon: v tem primeru se hormon veže na celični receptor, ki sproži nastanek cAMP z delovanjem novega encima, adenil ciklaze, cAMP pa nato sodeluje pri pretvorbi encima fosforilaze, ki razgrajuje glikogen. V nasprotju s takrat uveljavljenim prepričanjem tako različni hormoni ne vstopajo v celico, temveč delujejo preko cAMP. Njegova teorija je najprej naletela na neodobravanje, saj je bilo nepredstavljivo da bi ena snov posredovala toliko različnih učinkov, a je danes splošno sprejeta. Zadnja leta svojega življenja se je ukvarjal s cikličnim GMP, ki ima v celicah podobno vlogo kot cAMP.
Umrl je v starosti 58 let v Miamiju zaradi hude krvavitve požiralnika.

## Priznanja
Leta 1966 je bil sprejet za člana Nacionalne akademije znanosti ZDA. Za svoje delo je prejel več najprestižnejših nagrad s tega področja - Laskerjevo nagrado za temeljne medicinske raziskave leta 1970, Nobelovo nagrado za fiziologijo ali medicino leta 1971 in leta 1973 še nacionalno medaljo znanosti.